# St. Cyriakus (Bufleben)

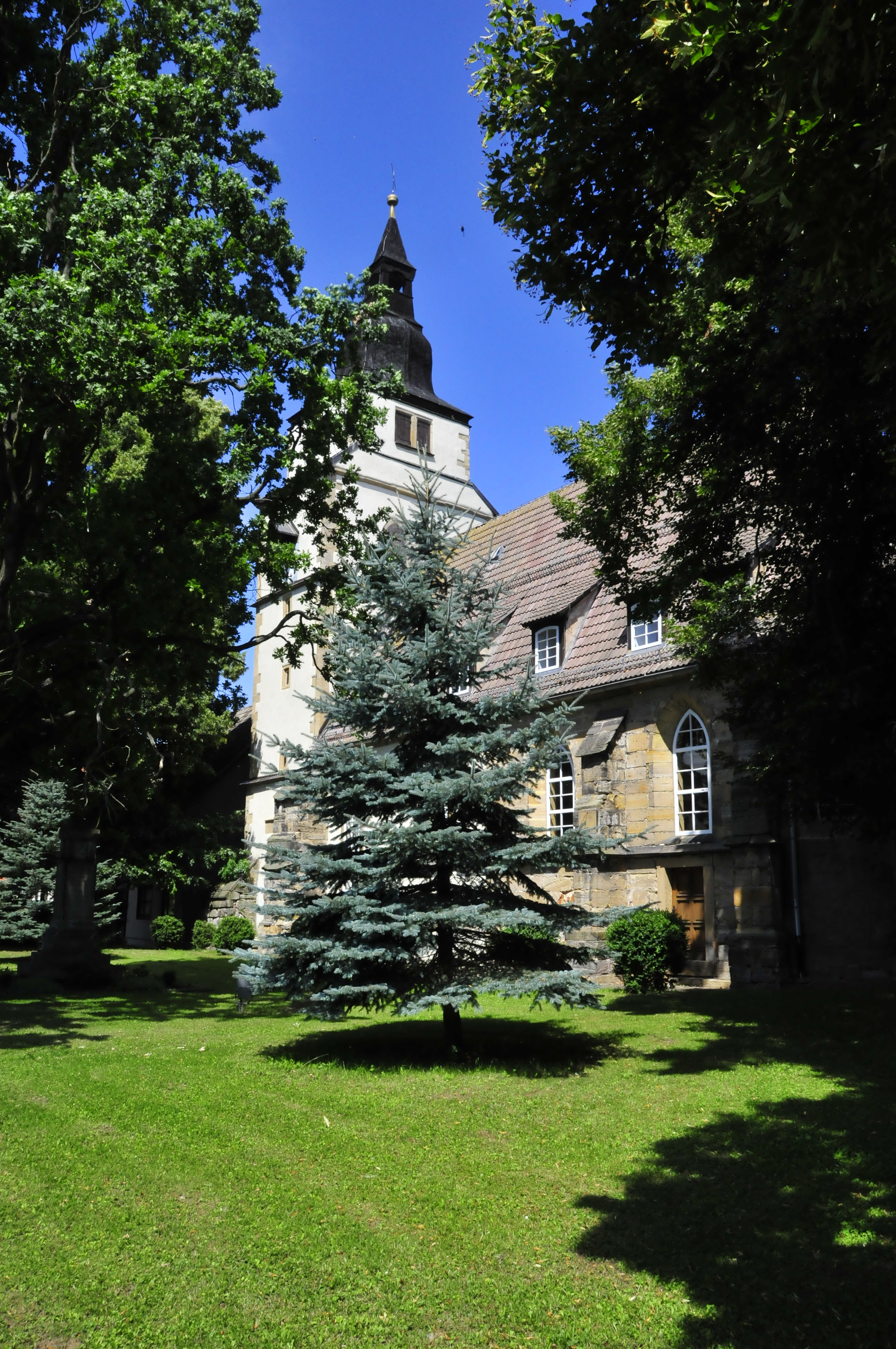
St.-Cyriakus-Kirche in Bufleben

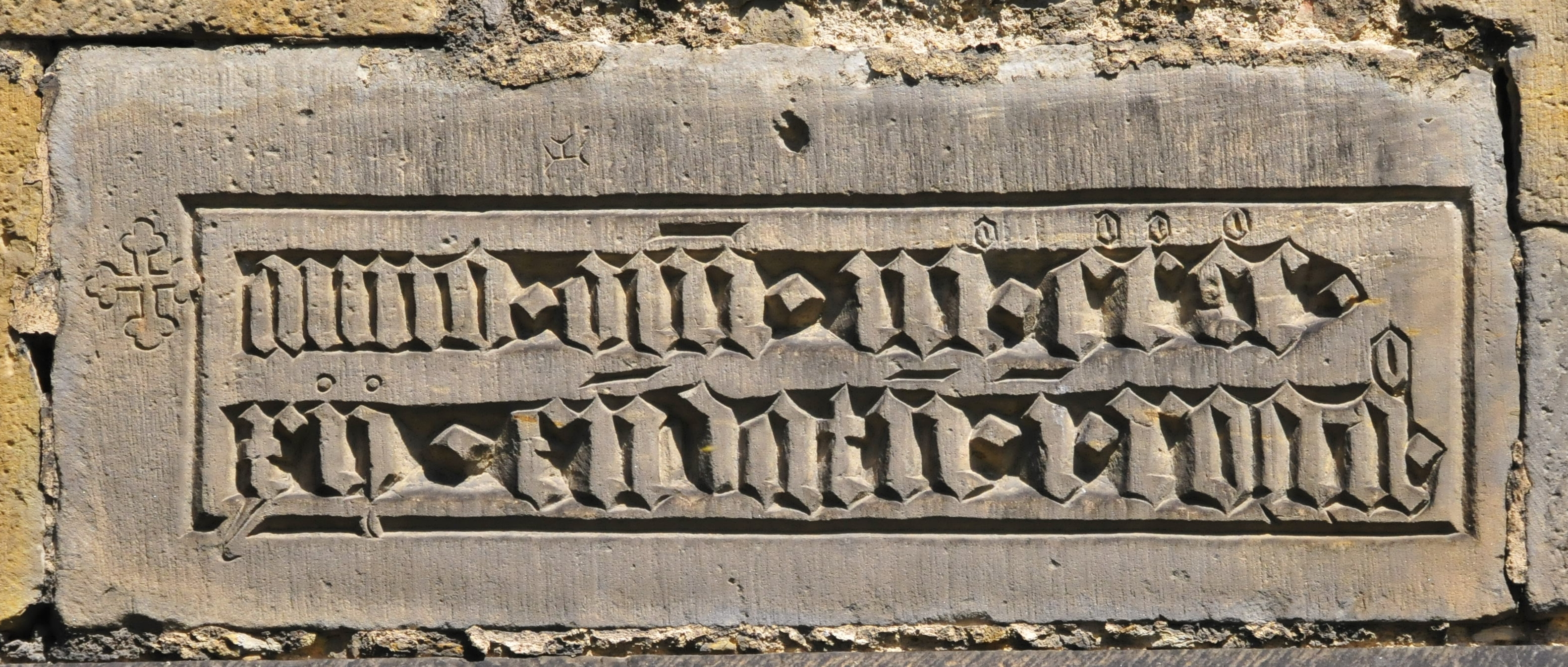
Reliefstein an der Kirche in Bufleben mit Erbauungsjahr

Die St.-Cyriakus-Kirche ist die evangelische Kirche in Bufleben, Ortsteil der Gemeinde Nessetal, im Landkreis Gotha in Thüringen. Sie gehört seit 2013 zur Evangelisch-Lutherischen Kirchengemeinde Emmaus Goldbach-Wangenheim im Kirchenkreis Gotha der Evangelischen Kirche in Mitteldeutschland.

## Geschichte
Laut einer Inschrift an der Kirche wurde sie im Jahr 1412 erbaut. Am 14. August 1732 wurde mit der Reparatur des maroden Turmdaches begonnen. 1733 schlug der Blitz in das Altarraumdach der Kirche ein, richtete jedoch keinen größeren Schaden an. 1752 wurde das Kirchendach repariert und die Kirche inwendig frisch geweißt, nach dem Einbau einer Empore und einiger neuer Fenster. 1776 wurde der Kirchturm nochmals repariert. Die Kirche erhielt gleichzeitig einen neuen Glockenstuhl und eine neue Kirchentür neben dem Pfarrstande.
In den Jahren 1814 bis 1816 wurde eine neue Orgel auf die östliche Seite über den Altar gesetzt. Der Schultheiß Lencer schenkte der Kirche 1863 für den Kirchturm eine vergoldete Wetterfahne und einen vergoldeten Turmknopf. 1875 stellte Schlosser Kühn aus Gräfenroda für 700 Mark eine neue Turmuhr auf.
Am 18. Juli 1898 begann eine große Reparatur der Kirche. Der größte Teil der Dachsparren war verfault, die nördliche Mauer war baufällig und wurde völlig ersetzt, woran eine Gedenktafel erinnert. Dach und Kirchenhimmel wurden zu zwei Dritteln erneuert, Fußböden und Frauenstühle neu gelegt, die Emporen erhielten neue Säulen und neue Verkleidungen. Auch die Orgel wurde umgebaut. Die Einweihung erfolgte nach einem Innenanstrich am 28. Mai 1899. Die Witwe des ehemaligen Pfarrers Christian Thon schenkte zur Renovierung einen vergoldeten Kronleuchter und eine silberne Taufschale. In der Verschalung der Empore wurde bei der Renovierung ein Ölbild mit der Jahreszahl 1516 gefunden, das die heilige Familie darstellt.
Am 15. Juni 1910 schlug der Blitz in den Kirchturm ein und beschädigte den Turmknopf, der abgenommen, ausgebessert und am 17. Juli 1910 feierlich wieder aufgesetzt wurde. 1910 wurden die Emporensäulen wegen starken Hausschwammbefalls erneut ausgewechselt.
Im Mai 1932 musste der Turmknopf erneut repariert werden. 1934 wurde der Orgelprospekt, der aus Zinnpfeifen bestand und im Ersten Weltkrieg eingeschmolzen wurde, durch Zinkpfeifen ersetzt.

## Glocken
1645 war das Gussjahr der kleinen Glocke im Kirchturm, die größere stammte von 1670, eine dritte hing an der Spitze des Turmes als Zeigerglocke.
Sie wurden vermutlich im Ersten Weltkrieg für Rüstungszwecke eingeschmolzen. Am 12. Mai 1932 wurden zwei neue Glocken des Glockengießers Ulrich aus Apolda mit einem Gesamtgewicht von 30 Zentnern eingeweiht. Die kleinere wurde den gefallenen Söhnen des Dorfes geweiht und vom ehemaligen Schultheiß Robert Schneegaß zum Andenken an seinen gefallenen Sohn gestiftet. Großzügige Spender bezahlten die größere Glocke. Am 18. Februar 1942 wurden diese Glocken wiederum eingeschmolzen. Eine Abschiedsfeier wurde von den Behörden verboten. Der Pfarrer empfahl zur Herstellung neuer Glocken ein Material, das sich nicht für die Kriegsführung eignet.

## Friedhof
Am 20. Juli 1879 wurde der alte Friedhof um die Kirche wegen Platzmangels geschlossen. Am selben Tag fand die Einweihung des neuen Friedhofes an der Tonnaer Straße statt.